# Crna Gora na Pjesmi Eurovizije
Crna Gora se prvi put kao neovisna država na Eurosongu pojavila 2007., te nije ušla u finale.
U razdoblju od 2007. do 2020. sudjelovali na Eurosongu su sudjelovali 11 puta te bilježe tek dva prolaska u finale i to 2014. i 2015. godine kada većina balkanskih država nije nastupala što zbog financijskih razloga, što zbog loših rezultata u prethodnim godinama.
Zbog loših rezultata odlučili su se povući s Eurosonga 2020. godine da bi na kraju i sam Eurosong bio otkazan zbog krize uzrokovane pandemijom koronavirusa.
Nakon povratka 2022. godine i neprolaska u finale, Crna Gora se povlači s natjecanja na dvije godine zbog serije loših rezultata i neprolazaka u finale. Ipak, 2025. godine se odlučuju vratiti te vraćaju i format nacionalnog finala. Montesong 2024. je izabran kao nacionalno finale te nakon završetka glasanja izabrana je pjesma Clickbait benda Neonoen. U narednim danima je otkriveno da je pjesma izvedena u nekom obliku prije 1. rujna kršeći pravilo Europske Radiodifuzne Unije te se bend svojevoljno povlači s mjesta predstavnika Crne Gore. Njihovo mjesto je preuzela pjevačica Nina Žižić koja tako postaje predstavnik Crne Gore na Eurosongu 2025. godine. Nastupila je u drugom polufinalu Eurovizije 2025. godine i ne prolazi u finale.

## Predstavnici

### SFRJ
| Godina | Pjevač          | Pjesma      | Finale | Bodovi | Polufinale | Bodovi |
| ------ | --------------- | ----------- | ------ | ------ | ---------- | ------ |
| 1983.  | Danijel Popović | Džuli       | 4.     | 125    |            |        |
| 1984.  | Vlado & Izolda  | Ciao, Amore | 18.    | 26     |            |        |

### Srbija i Crna Gora
| Godina | Pjevač  | Pjesma        | Finale              | Bodovi              | Polufinale          | Bodovi              |
| ------ | ------- | ------------- | ------------------- | ------------------- | ------------------- | ------------------- |
| 2005.  | No Name | Zauvijek moja | 7.                  | 137                 |                     |                     |
| 2006.  | No Name | Moja ljubavi  | odustali od nastupa | odustali od nastupa | odustali od nastupa | odustali od nastupa |

### Republika Crna Gora
| Godina | Pjevač            | Pjesma                                        | Finale                      | Bodovi                      | Polufinale | Bodovi |
| ------ | ----------------- | --------------------------------------------- | --------------------------- | --------------------------- | ---------- | ------ |
| 2007.  | Stevan Faddy      | Ajde, kroči                                   | Nije se uspio kvalificirati | Nije se uspio kvalificirati | 22.        | 33     |
| 2008.  | Stefan Filipović  | Zauvijek volim te                             | Nije se uspio kvalificirati | Nije se uspio kvalificirati | 14.        | 23     |
| 2009.  | Andrea Demirović  | Just Get Out Of My Life (Izađi iz mog života) | Nije se uspio kvalificirati | Nije se uspio kvalificirati | 11.        | 44     |
| 2012.  | Rambo Amadeus     | Euro Neuro                                    | Nije se uspio kvalificirati | Nije se uspio kvalificirati | 15.        | 20     |
| 2013.  | Who See           | Igranka                                       | Nije se uspio kvalificirati | Nije se uspio kvalificirati | 12.        | 41     |
| 2014.  | Sergej Ćetković   | Moj Svijet                                    | 19.                         | 37                          | 7.         | 63     |
| 2015.  | Knez              | Adio                                          | 13.                         | 44                          | 9.         | 57     |
| 2016.  | Highway Band      | The Real Thing                                | Nije se uspio kvalificirati | Nije se uspio kvalificirati | 13.        | 60     |
| 2017.  | Slavko Kalezić    | Space                                         | Nije se uspio kvalificirati | Nije se uspio kvalificirati | 16.        | 56     |
| 2018.  | Vanja Radovanović | Inje                                          | Nije se uspio kvalificirati | Nije se uspio kvalificirati | 16.        | 40     |
| 2019.  | D Mol band        | Heaven                                        | Nije se uspio kvalificirati | Nije se uspio kvalificirati | 16.        | 46     |
| 2022.  | Vladana           | Breathe                                       | Nije se uspio kvalificirati | Nije se uspio kvalificirati | 17.        | 33     |
| 2025.  | Nina Žižić        | Dobro došli                                   | Nije se uspio kvalificirati | Nije se uspio kvalificirati | 16.        | 12     |